# هيلينا وود سميث
هيلينا وود سميث (بالإنجليزية: Helena Wood Smith)‏ هي فنانة أمريكية، ولدت في 1865، وتوفيت في 1914.